# Sherlock Holmes (série de jogos eletrônicos)
Sherlock Holmes é uma série de jogos eletrônicos, do gênero aventura, desenvolvida pela Frogwares. Os jogos são baseados em As Aventuras de Sherlock Holmes, de Arthur Conan Doyle, que conta com o detetive Sherlock Holmes, e seu companheiro, Dr. John H. Watson. Enquanto a franquia é baseada em As aventuras de Sherlock Holmes, cada jogo tem um enredo original.

## Descrição
Cada jogo da série permite que o jogador controle Holmes ou Dr. Watson, de uma perspectiva de primeira ou terceira pessoa. Esta série de jogos de aventura consiste principalmente de quebra-cabeças a serem resolvidos durante o decorrer do jogo, tanto pelo uso do raciocínio abdutivo de Holmes quanto pela assistência de Watson. Também exige que os jogadores encontrem pistas e evidências escondidas no ambiente. Holmes deve levar essas informações de volta a seus laboratórios, tanto em seu apartamento no 221B Baker Street, quanto em outros lugares. As pistas são examinadas ao microscópio ou combinadas com solventes para separar elementos pertinentes.
O principal objetivo dos jogos é resolver o principal mistério da história, mas os jogos também envolvem investigações paralelas que não são centrais ao enredo. A série leva Holmes por todo o mundo, incluindo Estados Unidos, Suíça e Escócia.

## Série principal

### The Mystery of the Mummy
Originalmente desenvolvida para a Microsoft Windows, a série começou em setembro de 2002 com Sherlock Holmes: The Mystery of the Mummy. O jogo é na perspectiva de primeira pessoa e segue a investigação de Sherlock Holmes sobre a mansão de um arqueólogo britânico. O jogo foi ressuscitado em 2009 e expandido para o Nintendo DS, permitindo que os quebra-cabeças fossem resolvidos com a caneta e a tela sensível ao toque.

### The Case of the Silver Earring
O segundo jogo da série, Sherlock Holmes: The Case of the Silver Earring, foi lançado em outubro de 2004, e introduziu a perspectiva de terceira pessoa. Nele, Holmes e Watson investigam o assassinato de um magnata da construção, Sir Melvyn Bromsby; com sua filha, Lavinia, entre os suspeitos.

### The Awakened
O terceiro jogo da série, Sherlock Holmes: The Awakened, foi lançado em 24 de novembro de 2006. Este foi o primeiro jogo a apresentar a perspectiva da primeira pessoa em 3D em tempo real. O jogo segue uma trama original, em que Holmes e Dr. Watson investigam uma série de estranhos desaparecimentos relacionados aos Mitos de Cthulhu. Entre as críticas mais positivas do jogo, o site GameSpot deu uma classificação de 8,3 de 10, elogiando o enredo e afirmando que ele era contado "brilhantemente", chamando-o de "Vitoriano com infusão de Cthulhu". Uma versão remasterizada foi lançada em 2008, oferecendo uma perspectiva de terceira pessoa, além da perspectiva de primeira pessoa. Este jogo ganhou o prêmio da GameSpot de Melhor Uso de uma Licença.

### Sherlock Holmes Versus Arsène Lupin
O quarto jogo da série, Sherlock Holmes Versus Arsène Lupin (também conhecido como Sherlock Holmes: Nemesis), foi lançado no terceiro trimestre de 2007. O antagonista do jogo é Arsène Lupin, um ladrão fictício criado pelo escritor francês Maurice Leblanc. Começa na residência de Holmes na 221B Baker Street, em Londres, Inglaterra, onde Holmes e Dr. Watson encontram uma carta de Lupin. O ladrão declara na carta que roubará cinco itens de grande valor para a Inglaterra.

### Sherlock Holmes Versus Jack the Ripper
No final de 2008, uma quinta instância da série foi anunciada; Sherlock Holmes Versus Jack the Ripper foi lançado em março de 2009, e tem Sherlock Holmes contra o infame assassino em série Jack, o Estripador. Este foi o primeiro jogo da série a ser lançado para um console, especificamente o Xbox 360. O jogo consiste em poemas, quebra-cabeças e tarefas que levam Holmes de uma pista à outra.

### The Testament of Sherlock Holmes
Em setembro de 2009, houve rumores sobre o lançamento da sexta instância, The Testament of Sherlock Holmes. O jogo era explicitamente para Xbox 360 e PlayStation 3, mas mais tarde foi lançado para PC. Depois de ter sido adiado de uma lançamento original em 2010, o jogo foi lançado na Europa em 20 de setembro de 2012, e na América do Norte em 25 de setembro de 2012. 
The Testament of Sherlock Holmes é ambientado em Londres em 1898, com Holmes apresentado como o principal suspeito em um caso em que ele é incapaz de provar sua inocência. O jogo foi desenvolvido principalmente para consoles e apresenta um novo mecanismo gráfico e mecânica de jogo. 

### Crimes & Punishments
Sherlock Holmes: Crimes & Punishments é o sétimo jogo da série. O jogo foi lançado em 30 de setembro de 2014 para PC, Xbox 360, Xbox One, PlayStation 3 e PlayStation 4. 

### The Devil's Daughter
Em 8 de maio de 2015, foi anunciada uma oitava instância da série. Ela estava programada para ser lançado em 27 de maio de 2016. No entanto, ele foi o primeiro jogo desde 2007 a não ser distribuído pela Focus Home Interactive; em vez disso, ele foi distribuído pela Bigben Interactive. Não foram dadas razões para a mudança de distribuidor. Ele foi lançado em Xbox One, PlayStation 4 e PC. 
Kerry Shale originalmente reprisaria seu papel como Sherlock. No entanto, mais tarde foi confirmado pela Frogwares que o jogo se concentraria em uma encarnação diferente de Sherlock Holmes, e contaria com um novo ator no papel.
A Frogwares decidiu adiar The Devil's Daughter para 10 de junho de 2016 em todas as plataformas.

### Sherlock Holmes: Chapter One
No dia 26 de Maio de 2020 a desenvolvedora Frogwares anunciou um novo jogo da franquia, com um jovem Sherlock de 21 anos, que a cada caso vai ganhando reputação e fama com a ajuda de seu companheiro, Jonathan. O jogo está previsto para 2021, e será lançado para as plataformas PC, Playstation 4, Playstation 5, Xbox One e Xbox Series X.

### The Awakened (2023)
Sherlock Holmes: The Awakened é um jogo eletrônico de aventura desenvolvido e publicado pela Frogwares. É um remake do jogo de 2007 de Sherlock Holmes: The Awakened original e a décima parcela da série Sherlock Holmes. O remake se baseia no jogo original com visuais atualizados, um novo elenco de voz e jogabilidade aprimorada. O enredo também foi retrabalhado para servir como uma sequência do jogo de 2021 de Sherlock Holmes: Chapter One.
Sherlock Holmes: The Awakened foi lançado para Nintendo Switch, PlayStation 4, PlayStation 5, Microsoft Windows, Xbox One e Xbox Series X/S em 11 de abril de 2023. O jogo recebeu críticas geralmente positivas após o lançamento.

### Resumo
| Título                                 | Ano  | Cronologia | Plataforma | Plataforma | Plataforma | Plataforma    | Plataforma | Plataforma | Plataforma | Plataforma | Plataforma | Plataforma | Plataforma | Estilo de jogabilidade                                                                                   |
| -------------------------------------- | ---- | ---------- | ---------- | ---------- | ---------- | ------------- | ---------- | ---------- | ---------- | ---------- | ---------- | ---------- | ---------- | --- |
| Título                                 | Ano  | Cronologia | PC         | XB360      | XBox One   | Xbox Series X | PS3        | PS4        | PS5        | Wii        | 3DS        | DS         | Switch     | Estilo de jogabilidade                                                                                   |
| The Mystery of the Mummy               | 2002 | 8º         | •          |            |            |               |            |            |            |            |            | •          |            | Aventura, Primeira pessoa                                                                                |
| The Case of the Silver Earring         | 2004 | 6º         | •          |            |            |               |            |            |            | •          |            |            |            | Aventura, Terceira pessoa                                                                                |
| The Awakened                           | 2007 | 3º         | •          |            |            |               |            |            |            |            |            |            |            | Aventura, Primeira pessoa em 3D em tempo real, Terceira pessoa e primeira pessoa na versão remasterizada |
| Sherlock Holmes versus Arsène Lupin    | 2007 | 5º         | •          |            |            |               |            |            |            |            |            |            |            | Aventura                                                                                                 |
| Sherlock Holmes Versus Jack the Ripper | 2009 | 2º         | •          | •          |            |               |            |            |            |            |            |            |            | Aventura                                                                                                 |
| The Testament of Sherlock Holmes       | 2012 | 7º         | •          | •          |            |               | •          |            |            |            |            |            |            | Aventura                                                                                                 |
| Sherlock Holmes: Crimes & Punishments  | 2014 | 4º         | •          | •          | •          |               | •          | •          |            |            |            |            |            | Aventura                                                                                                 |
| Sherlock Holmes: The Devil's Daughter  | 2016 | 9º         | •          |            | •          |               |            | •          |            |            |            |            |            | Aventura                                                                                                 |
| Sherlock Holmes: Chapter One           | 2021 | 1º         | •          |            | •          | •             |            | •          | •          |            |            |            |            | Aventura                                                                                                 |
| The Awakened (2023)                    | 2023 | 10°        | •          |            | •          | •             |            | •          | •          |            |            |            | •          | Aventura                                                                                                 |

## Jogos incidentais
Além da série principal, a Frogwares (por si só ou através de sua divisão incidental, Waterlily) desenvolveu quatro jogos incidentais, com jogabilidade simplificada. Eles geralmente são menos fiéis ao cânone, com temas de fantasia e sobrenatural, voltados para um público mais jovem.

### Sherlock Holmes: The Mystery of the Persian Carpet
Sherlock Holmes: The Mystery of the Persian Carpet foi lançado em meados de 2008. Ao contrário dos jogos anteriores, The Mystery of the Persian Carpet é principalmente um jogo de caça a objetos. O jogo foi mal avaliado e no geral foi considerado um sucessor decepcionante de Sherlock Holmes Versus Jack the Ripper. A crítica do jogo feita pela GameSpot considerou-o "não tão apropriado como sucessor das outras aventuras que Sherlock e Watson estrelaram nos últimos anos".

### Sherlock Holmes and the Mystery of Osborne House
Sherlock Holmes and the Mystery of Osborne House é o primeiro jogo da série a ser produzido e distribuído para o Nintendo DS. Neste jogo, Holmes investiga um assalto e uma profunda conspiração no Palácio de Buckingham.

### Sherlock Holmes and the Hound of the Baskervilles
Lançado em 2011 para PC e Nintendo DS.

### Sherlock Holmes: The Mystery of the Frozen City
Sherlock Holmes: The Mystery of the Frozen City foi lançado em 25 de outubro de 2012 para o Nintendo 3DS. De acordo com o agregador de críticas Metacritic, o jogo recebeu críticas de mistas a negativas.

### Resumo
| Título                                             | Ano  | Cronologia | Plataforma | Plataforma | Plataforma | Plataforma | Plataforma | Plataforma | Plataforma | Plataforma | Estilo de jogabilidade                   |
| -------------------------------------------------- | ---- | ---------- | ---------- | ---------- | ---------- | ---------- | ---------- | ---------- | ---------- | ---------- | ---------------------------------------- |
| Título                                             | Ano  | Cronologia | PC         | XB360      | XBox One   | PS3        | PS4        | Wii        | 3DS        | DS         | Estilo de jogabilidade                   |
| Sherlock Holmes: The Mystery of the Persian Carpet | 2008 |            | •          |            |            |            |            |            |            |            | Principalmente um jogo de caça a objetos |
| Sherlock Holmes and the Mystery of Osborne House   | 2010 |            |            |            |            |            |            |            |            | •          | Jogo incidental                          |
| Sherlock Holmes and the Hound of the Baskervilles  | 2011 |            | •          |            |            |            |            |            |            | •          | Jogo incidental                          |
| Sherlock Holmes: The Mystery of the Frozen City    | 2012 |            |            |            |            |            |            |            | •          |            | Jogo incidental                          |